# Lorenzo Suárez de Mendoza
Lorenzo Suárez de Mendoza, španski konkvistador, * 1518, Guadalajara, † 29. junij 1538, Mexico City.
de Mendoza je bil podkralj Nove Španije med 4. oktobrom 1580 in 29. junijem 1583.